# Simpson Horror Show XXII
le Simpson Horror Show XXII (en France) ou Spécial d’Halloween XXII (au Québec) est le 3e épisode de la saison 23 de la série télévisée Les Simpson.

## Synopsis

### Introduction
Après la récolte d’Halloween, Marge demande à Homer de se débarrasser de toutes les sucreries. Mais voulant tout de même les manger, il part se cacher dans les canyons où malheureusement il tombera dans une falaise et se coincera le bras sous un rocher. Il doit se couper le bras pour en sortir, il sort donc ses dents de vampire et se met à déchiqueter mais il se trompe de bras, continue de mordre et coupe sa jambe. il finit par couper son bras droit et put recoller un peu son autre bras mais ensuite, il découvre que ce n'était pas des sucreries qu'il y avait dans son sac, mais des légumes. C'est en fait Bart et Lisa qui avaient pris tous les bonbons.

### The Diving Bell and the Butterball
Alors qu’Homer décore la maison pour Halloween, une veuve noire le pique et il devient entièrement paralysé. Mais par hasard, Lisa se rend compte que son père peut encore communiquer grâce à ses gaz, et ainsi parler à Marge. Jusqu’à ce qu’une autre araignée le morde…

### Dial D for Diddily
Ned Flanders devient un tueur en série en suivant les ordres de Dieu. Sauf que ce Dieu n’a étrangement que des victimes dont Homer souhaitait justement la mort…

### In the Na’Vi
Bart et Milhouse sont envoyés en mission sur une planète lointaine pour récupérer un précieux minerai, l’Hilarrium. Pour cela, ils utilisent un avatar afin de ressembler aux habitants de cette planète. Mais une fois sur place, Bart courtise avec une autochtone ignorant les répercussions que cela pourrait engendrer sur leur mission…